# 리빈
리빈(중국어 간체자: 李斌, 병음: Lǐ Bīn, 1954년 ~ )은 중화인민공화국의 정치인이다. 안후이성의 성장을 역임했다.

## 생애
한족 출신 여성으로 1954년 10월, 랴오닝성 푸순에서 태어났다. 1981년 6월, 중국 공산당에 입당했다. 1982년 지린 대학 경제학부를 졸업하고, 같은 대학에서 박사 학위를 취득하고 연구원으로 일했다.
이후 창춘시 교육학원 교사, 창춘 시 당위원회 선전부 이론처 간사, 시위원회 강사단 부주임과 선전부 부부장을 지냈으며, 지린 성 사회과학원 부원장을 거쳐, 계획위원회 부주임과 체개위(體改委) 주임 등을 차례로 지냈다. 이후 지린 성 성장조리와 부성장을 지냈으며, 지린 성 당위원회 상무위원 등을 역임했다.
그리고 2007년 8월, 베이징으로 옮겨서 국가인구 및 가족계획위원회 당조서기와 부주임에 임명되었고, 2008년 3월에 열린 제11기 전국인민대표대회 제1차 회의에서 국가인구 및 계획출산위원회 위원장에 임명되었다.
2011년 12월, 57세의 나이로 안후이성 당위원회 부서기에 임명되었으며, 안후이 성 성장 대리를 지냈다. 2012년 2월 15일, 리빈은 안후이 성 제11기 인민대표대회 제5차 회의에서 안후이 성 성장으로 선출되었다.
제17기와 제18기 중국공산당 중앙정치국원이다.
| 전임 왕싼윈 | 안후이성 성장 2011년 12월 ~ 2013년 3월 | 후임 왕쉐쥔 |